# Гьоздаря
Гьоздаря (на китайски: 盖河, Гайхъ; на пинин: Gàizī Hé) е река в Западен Китай, в Синдзян-уйгурския автономен регион, десен приток на река Кашгар. Дължината ѝ е 345 km, а площта на водосборния ѝ басейн – 14 600 km².
Река Гьоздаря се образува на 3277 m н.в. от сливането на двете съставящи я реки Моджису (лява съставяща) и Кенгшиберсу (дясна съставяща), при сливането на които сега е изграден голям язовир. Река Моджису води началото си от източния склон на Сариколския хребет (източната част на Памир), а река Кенгшиберсу – от северния склон на планинския масив Музтагата. След образуването си река Гьоздаря тече на изток, а след селището Кулук – на север в дълбока, но сравнително широка планинска долина между хребетите Улугтаг (на север) и Кашгарски на юг. В района на градчето Ойрат излиза от планините и навлиза в най-западната част на Таримската (Кашгарската равнина). Тук реката се разделя на десетки ръкави и само при много високи води успява да достигне до река Кашгар и да влее водите си в нея, на 1230 m н.в. Неин основен приток е река Ойтагсу (ляв). Средният годишен отток при изхода ѝ от планините е 22 m³/s. В Таримската водите ѝ напълно се отклоняват за напояване и те много рядко достигат до река Кашгар.